# لا اونیون (انتیوکیا)
لا اونیون (انگلیسی: La Unión, Antioquia) نام شهری در کشور کلمبیا است.